# Trimma taylori
Trimma taylori es una especie de peces de la familia de los Gobiidae en el orden de los Perciformes.

## Morfología
Los machos pueden llegar a alcanzar los 3,5 cm de longitud total.

## Alimentación
Come copépodos.

## Hábitat
Es un pez de  clima tropical y asociado a los  arrecifes de coral hasta los 25-48 m de profundidad.

## Distribución geográfica
Se encuentra en Chagos, las Hawái y al Mar Rojo.

## Observaciones
Es inofensivo para los humanos.